# جون برنهارد هيورت
جون برنهارد هيورت هو محامي وسياسي نرويجي، ولد في 25 فبراير 1895 في Christiania/Kristiania ‏ في النرويج، وتوفي في 24 فبراير 1969 في أوسلو في النرويج. نشط حزبياً في التجمع الوطني (1933 – 1933).